# Notenstein La Roche Privatbank

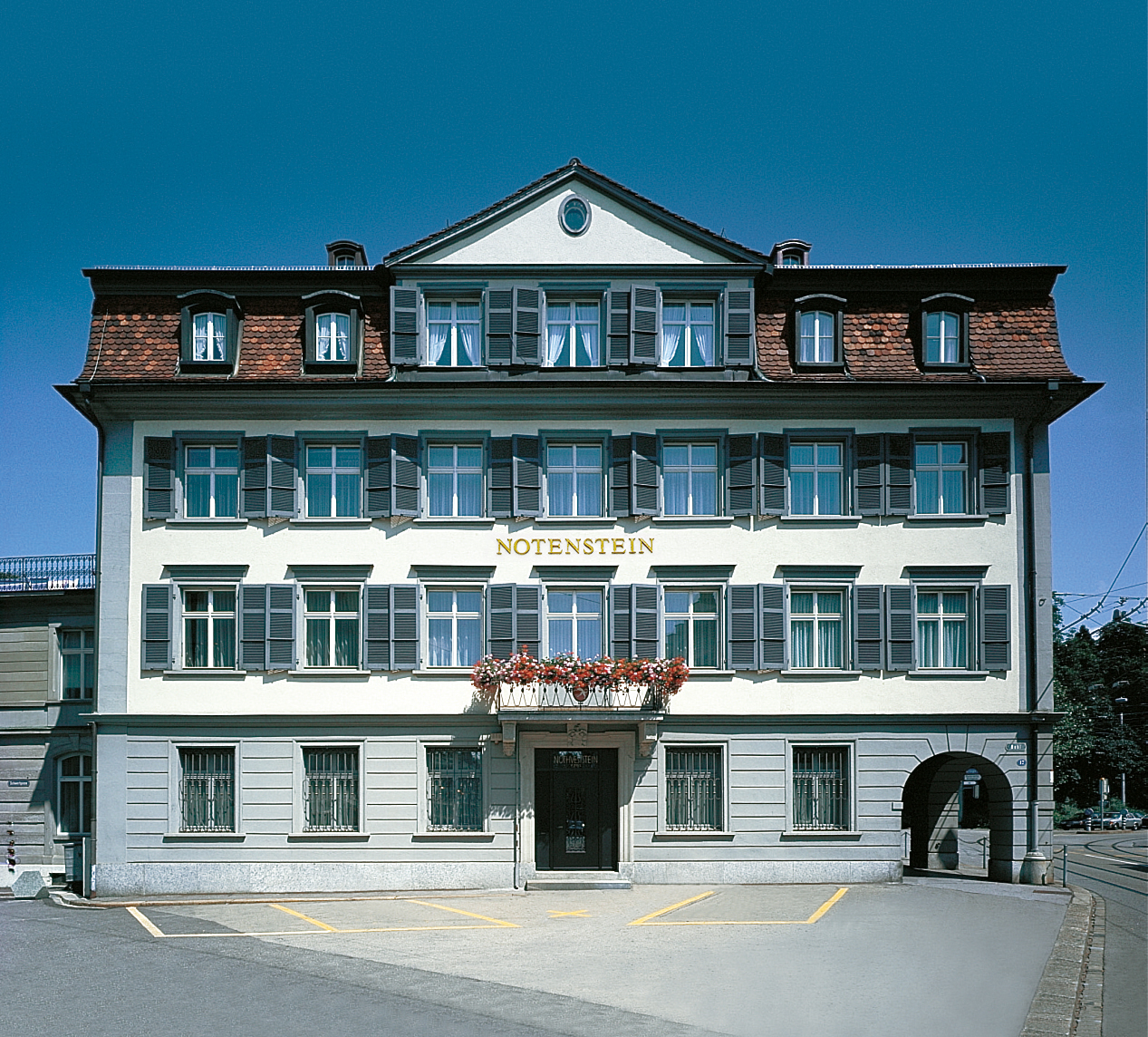
Das Stammhaus «Notenstein» in St. Gallen (2009)

Die Notenstein La Roche Privatbank AG (bis November 2015 nur Notenstein Privatbank AG) war eine Schweizer Privatbank mit Hauptsitz in St. Gallen und 16,8 Milliarden Franken verwalteten Kundenvermögen. Die Privatbank, die seit 2012 zur Raiffeisen-Gruppe gehörte, wurde im Juli 2018  an die Bank Vontobel verkauft und per Ende September 2018 vollständig integriert.

## Dienstleistungen
Die Notenstein La Roche Privatbank war spezialisiert auf die umfassende Vermögensgestaltung für Privatkunden. Der Kernkompetenzbereich der Notenstein La Roche Privatbank lag in der Vermögensverwaltung und Anlageberatung, Finanz- und Vorsorgeplanung, bei Finanzierungen sowie bei der Betreuung externer Vermögensverwalter.

## Geschichte
Ende 2015 haben sich die Notenstein Privatbank und die Bank La Roche zusammengeschlossen. Die beiden Bankhäuser blicken auf eine jahrhundertelange Geschichte zurück. Die Geschichte der Notensteiner nahm in St. Gallen ihren Anfang, diejenige von La Roche in Basel. Die beiden Bankhäuser teilen nicht nur Geschichte und Tradition, sondern auch grundlegende Werte und Geschäftsethik.

### Notenstein
St. Gallen verdankte seinen wirtschaftlichen Aufschwung im Spätmittelalter der aufblühenden Textilindustrie. Die Inhaber der grossen Fernhandelshäuser versammelten sich im Haus «zum Nothveststein» an der unteren Neugasse, ab 1555 am heutigen Standort der Privatbank am Brühltor. Die einflussreichen Notensteiner stellten unter anderem, zusammen mit den Zünften, die Stadtregierung. Auch St. Gallens berühmter Universalgelehrter und Bürgermeister Joachim von Watt, genannt Joachim Vadian, war ein Notensteiner. 
1741 gründete Caspar Zili, Spross einer alten Notensteiner-Familie, ein Speditions- und Handelshaus. Dieses entwickelte sich bis Mitte des 19. Jahrhunderts zu einem reinen Bankinstitut. Mit dem Einmarsch der französischen Armee 1798 ging auch die alte Gesellschaftsordnung unter und die Gesellschaft zum Notenstein wurde aufgelöst. 
Ab 1893 firmierte die vormalige «Caspar Zyli» unter «Wegelin & Co.». Den nachfolgenden Teilhabergenerationen gelang es, das Bankhaus trotz internationaler Kriege und Krisen erfolgreich durch das 20. Jahrhundert zu führen. 2012 ging das Nicht-US-Geschäft von Wegelin in die neu gegründete Notenstein Privatbank über.

### La Roche
Basel war im ausgehenden 18. Jahrhundert eine international vernetzte Handelsstadt, in der sich die Seidenbandindustrie zum wichtigsten Wirtschaftssektor entwickelt hatte. In diesem Umfeld gründete Benedikt La Roche, dessen Urgrossvater in Kriegsdiensten für die französische Krone zum Ehrennamen «La Roche» gelangt war, im Jahr 1787 eine Handels- und Speditionsfirma.
Nach überstandener Wirtschaftskrise um 1800 wurde der Bankzweig der «Handlung» durch den wachsenden Kapitalbedarf der Industrie stetig ausgebaut. Bis Ende des Jahrhunderts war La Roche an verschiedensten Projekten, wie etwa der Finanzierung der «Spanischbrötlibahn» oder einer Bierbrauerei, beteiligt. Durch den Deutsch-Französischen Krieg von 1870 erlangte der Finanzplatz Basel internationale Bedeutung. In dieser Zeit gehörte die Bank zu den Gründern der Basler Börse. Während die Zeit zwischen den beiden Weltkriegen ein schwieriges Umfeld bedeutete, erlebte die Bank in der Zeit danach Wachstum und Prosperität.
In den 1970er und 1980er Jahren vollzog das Unternehmen den Übergang zur klassischen Privatbank; Anlageberatung, Vermögensverwaltung und die Betreuung institutioneller Kunden wurden zum Kerngeschäft. 2012 feierte die Bank ihr 225-jähriges Bestehen.

### Wegelin & Co.
Der Ursprung des Bankhauses datiert bis ins Jahr 1741 zurück. In diesem Jahr übernahm Caspar Zyli (1717–1758) das väterliche Tuchgeschäft und die Spedition in St. Gallen. Die Firma Zylis war wie viele Handelshäuser in der damaligen Zeit nicht nur in der Spedition tätig, sondern wickelte auch Bankgeschäfte ab. Sein Sohn Hans Anton erwarb 1802 das Gebäude „Nothveststein“. An dieser Stelle befindet sich noch heute der Sitz der Bank. 1860 wurde Emil Wegelin-Wild, der Neffe Zylis, Teilhaber der Bank. Unter ihm begann die Konzentration des Geschäfts auf Vermögensverwaltung. 1893 wurde der Namen der Privatbank zu Wegelin & Co. geändert.
Anfang 2012 geriet Wegelin & Co. im Rahmen des Steuerstreits zwischen den USA und den Schweizer Banken in das Visier der US-Justiz. Die Teilhaber entschieden, das Unternehmen per 27. Januar 2012 aufzuteilen. Während das Geschäft mit Kunden aus den USA und US-Bürgern bei Wegelin & Co. verblieb (rund 5 Prozent), wurden die übrigen Kunden und Geschäftsbereiche sowie fast das gesamte Personal an die Notenstein Privatbank übertragen. Die Transaktion wurde dadurch erleichtert, dass eine zweite Banklizenz und Namensrechte bereits vorlagen: So entstand die Notenstein durch die Übertragung des Nicht-US-Geschäftes auf die Nettobank AG, ein damaliges Schwesterunternehmen von Wegelin & Co. Anschliessend wurde sie umfirmiert. Die Namensrechte der neuen Notenstein Privatbank stammen von der bereits 1968 gegründeten Immobilienfirma Notenstein AG, einer Tochtergesellschaft der Bank Wegelin & Co.